# Hymenandra iteophylla
Hymenandra iteophylla là một loài thực vật có hoa trong họ Anh thảo. Loài này được (Ridl.) Furtado mô tả khoa học đầu tiên năm 1959.